# Slaves on Dope
Slaves on Dope es una banda de metal canadiense con sede en Montreal, Quebec, Canadá.

## Historia
La banda se formó en 1993 por Jason Rockman, Kevin Jardine y Avrum Nadigel, en medio de la explosión del "grunge". Fueron altamente influenciados por este particular sonido desde el principio. La formación original también incluía a Patrick Francis y Lenny Vartanian. En 1995, el bajista Francis y el baterista Vartanian fueron reemplazados por Frank Salvaggio y Robert Urbani respectivamente, comenzando una nueva y más pesada dirección metálica para la banda.
En ese momento, la escena musical canadiense aún no había abrazado la música de metal alternativo, así que Salvaggio y Urbani decidieron hacer un viaje de seis días en autobús Greyhound desde Montreal a Los Ángeles, el centro del metal alternativo, para comenzar el proceso de hacer incursiones, contactos y asegurar escaparates para la banda. Después de un año lleno de vitrinas, la banda consiguió un contrato discográfico a través de Ozzy ySharon Osbourne, Divine Recordings lanzó su álbum, Inches from the Mainline, en el año 2000.
La banda también hizo una gira en el Ozzfest del 2000, e hizo una aparición en el SnoCore Tour. El álbum vendió aproximadamente 70.000 copias en los Estados Unidos.
Después de que Divine Recordings perdiera su contrato de distribución con Priority Records de EMI, la banda se quedó sin sello y regresó a Montreal. Salvaggio regresó una vez más a Los Ángeles con el objetivo de asegurar otro contrato discográfico. Con la ayuda de los productores Jason Slater y Troy Van Leeuwen, se firmó un contrato con Bieler Bros. Records. Su segundo gran álbum, Metafour, fue lanzado en 2003.
En marzo de 2004, Rockman, el vocalista, abandonó la banda, lo que provocó que Slaves on Dope se disolviera. Salvaggio y Urbani forman ahora parte de la banda Anew Revolution, con el exvocalista de Ünloco Joey Duenas. Jardine se ha convertido en productor en Montreal (Uplift Recording Studio), además de formar su propia banda llamada The Monarchy.
En 2006, el lanzamiento independiente de la banda One Good Turn Deserves Another fue reeditado a través de Just A Minute Records. En 2009, Rockman y Jardine reformaron Slaves on Dope y el grupo posteriormente grabó su cuarto álbum de estudio. En un webisode en línea, la banda anunció el nombre del álbum que será Over the Influence. En el webisode 18 se anunció que la grabación había terminado con 17 pistas. Rockman entonces dijo en un vídeo en la página de Facebook de la banda que el álbum sería lanzado en la primavera de 2011.
En octubre de 2011, se anunció que Slaves on Dope había firmado con THC:Music/Rocket Science Ventures, el nuevo sello del presidente de Corporate Punishment Records, y el primer mánager de Slaves on Dope, Thom Hazaert, que lanzaría Over the Influence en todo el mundo en la primavera de 2012. También anunciaron el lanzamiento de un EP exclusivamente digital, Careless Coma, en noviembre de 2011.
Slaves On Dope lanzó su quinto álbum de estudio [HORSE] el 9 de septiembre de 2016. Incluye a DMC, Bill Kelliher, HR de Bad Brains y Lee Baum de The Damn Truth y su nuevo bajista Rob Laurion.

## Influencias y estilo musical
Una de las principales influencias de la banda es el grupo de San Francisco Faith No More, al que el vocalista Jason Rockman calificó como "nuestros héroes". Declaró: "Siempre fueron nuestro punto de referencia. Siempre fueron la banda que nos inspiró. Sólo hacían lo que querían hacer y les importaba un carajo lo que la gente pensara. Así es como somos". En cuanto a la asociación de la banda con el género de nu metal, Rockman reflexionó "Sabes, siempre hemos sido una banda que ha sido difícil de mezclar con nada. Mucha gente dijo, 'ustedes eran una banda de nu-metal'. Bueno, no, no éramos una banda de nu-metal. Sólo éramos Slaves on Dope y hacíamos lo que hacíamos. Sabes, cuando estaba gritando y cantando lo hice porque escuché a Burton de Fear Factory haciéndolo y pensé que era genial. Pero de repente se convirtió en screamo y emo y metalcore y todos esos otros géneros que vinieron después de los años 2000, y nunca encajamos. Y todavía no encajamos".

## Miembros
- Jason Rockman - voz (1994-2004, 2009-presente)
- Kevin Jardine - guitarra (1994-2004, 2009-presente)
- Rob Laurion - bajo (2016-presente)
- Peter Tzaferis - batería (2009-presente)

### Anteriores
- Patrick Francis - bajo (1994-1995)
- Lenny Vartanian - batería (1994-1995)
- Frank Salvaggio - bajo (1995-2004)
- Rob Urbani - batería (1995-2004)
- Sébastien Ducap - bajo (2009-2016)

## Discografía
Álbumes de estudio
- One Good Turn Deserves Another (1997)
- Inches from the Mainline (2000)
- Metafour (2003)
- Over the Influence (2012)
- Horse (2016)

Demos/EPs
- Sober (1994)
- Klepto (1999)
- Careless Coma (2011)
- Covers, Vol. 1 (2013)
- Covers, Vol. 2 (2019)

Otras canciones
- "War Pigs", cover de Black Sabbath, aparece en el lanzamiento japonés de Nativity In Black II: A Tribute To Black Sabbath (2000)
- "Look What The Cat Dragged In", cover de Poison, aparece en Show Me Your Hits: a Tribute to Poison (2000)
- "Go" (demo) (2002)
- "Drain Me" (demo) (2002)
- " All I Want For Christmas (Is My Two Front Teeth)" (2011)

Vídeoclips
- "Yourself"
- "I'll Never Feel"
- "Light on Your Feet"
- "Pushing Me (Live at Ozzfest 2000)"
- "Go"
- "No One to Blame"
- "Careless Coma"
- "All I Want for Christmas"
- "Pork Sword"
- "Unraveling"
- "Cavalry"
- "Script Writer"